# Col de l'Alpettaz (Mercury)
Pour les articles homonymes, voir Col de l'Alpettaz (Marthod) et Col de l'Alpe.
Ne doit pas être confondu avec Col de l'Arpettaz ou Col de l'Alpette.
Le col de l'Alpettaz ou col de l'Alpette est un col de France situé dans les Alpes, entre la dent de Cons au nord-nord-est et la Belle Étoile au sud-sud-ouest, au-dessus d'Albertville au sud-est. Il se trouve au sud d'un autre col de l'Alpettaz situé de l'autre côté de la dent de Cons.

## Géographie
Le toponyme de « col de l'Alpettaz » peut désigner en réalité deux cols très proches. Le premier est situé sur la ligne de crête entre la dent de Cons et la Belle Étoile, à 1 580 mètres d'altitude, au niveau d'un petit alpage — qui lui a donné son nom — où se trouve le chalet de l'Alpettaz, à la limite de la Savoie et de la Haute-Savoie. Le second est situé à quelques dizaines de mètres à l'est, sur la ligne de crête secondaire reliant le sommet du roc Rouge à la crête principale entre dent de Cons et Belle Étoile à l'ouest, à 1 622 mètres d'altitude, en Savoie, sur la commune de Mercury.
Il est accessible par plusieurs sentiers de randonnée depuis le val de Tamié à l'ouest, la combe de Savoie à l'est ou encore par les crêtes, notamment au départ du col de Tamié au sud-ouest. Il constitue un point de passage obligé pour les randonneurs reliant la dent de Cons via la Belle Étoile ou ceux désireux d'atteindre le sommet du roc Rouge.

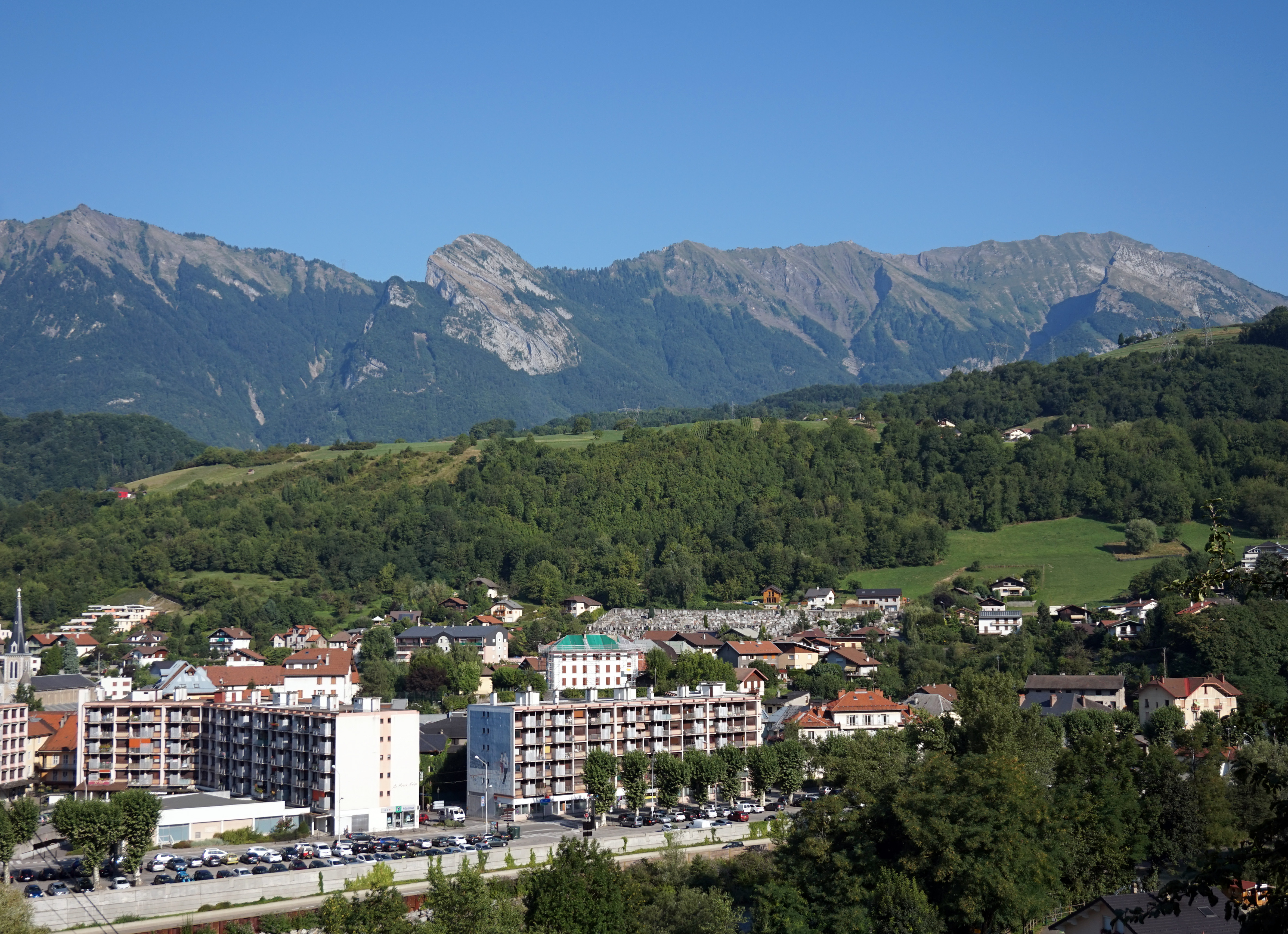
Vue depuis la cité médiévale de Conflans au-dessus d'Albertville au sud-est de la Belle Étoile à gauche et de la dent de Cons à droite avec au centre le roc Rouge cachant le col de l'Alpettaz.